# تشانغ هاو (منافسة ألعاب القوى)
تشانغ هاو هي منافسة ألعاب القوى صينية، ولدت في 26 فبراير 1978.

## وصلات خارجية
- تشانغ هاو على موقع الاتحاد الدولي لألعاب القوى (الإنجليزية)
- تشانغ هاو على موقع أوليمبيديا (الإنجليزية)